# Canal de Amberde
O canal de Amberde (em armênio: Ամբերդiի ջրանցք; romaniz.: Amberdii jrants’k’) é um canal construído na Armênia em 1944-1945. Começa nas encostas ao sul do monte Aragats, no rio Amberde, um dos tributários do rio Cassal. Tem nove quilômetros de extensão e substitui 12 antigos córregos paralelos retirados do Amberde. É revestido com concreto e tem uma vazão de cinco metros cúbicos/segundo. Irriga cinco mil hectares de terra.